# سجل طبي

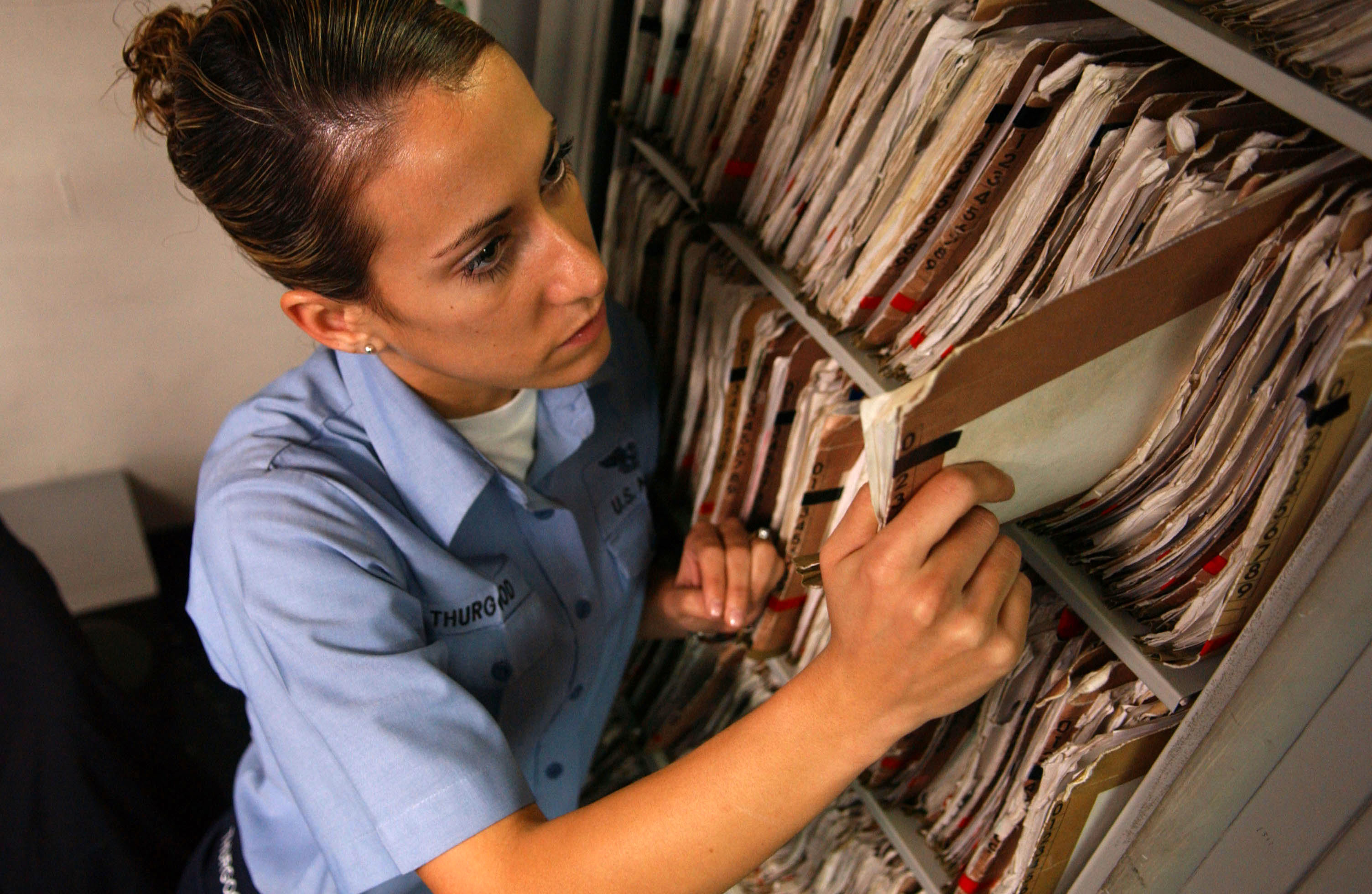

تُستخدم مصطلحات السجل الطبي والسجل الصحي والمخططات الطبية بشكل متبادل إلى حدٍ ما لوصف الوثائق المنهجية للسيرة المرضية للمريض ورعايته على مدار الوقت ضمن اختصاص أحد مقدمي الرعاية الصحية. يشمل السجل الطبي مجموعة متنوعة من أنواع «الملاحظات» التي أدخلها متخصصو الرعاية الصحية بمرور الوقت، وتسجيل الملاحظات وإدارة الأدوية والعلاجات، وأوامر إدارة الأدوية والعلاجات، ونتائج الاختبارات، والأشعة السينية، والتقارير، وما إلى ذلك. يُعد الاحتفاظ بسجلات طبية كاملة ودقيقة شرطًا لمقدمي الرعاية الصحية، ويُنفذ عادةً باعتباره شرطًا أساسيًا للترخيص أو الشهادة.
تُستخدم المصطلحات في السجلات المكتوبة (الملاحظات الورقية) والمادية (أفلام الصور) والسجلات الرقمية الموجودة لكل مريض على حدة، ولكل مجموعة معلومات موجودة فيها.
جرت العادة على تجميع السجلات الطبية والاحتفاظ بها من قبل مقدمي الرعاية الصحية، لكن التقدم في تخزين البيانات عبر الإنترنت أدى إلى تطوير سجلات الصحة الشخصية (بّي إتش آر) التي يحتفظ بها المرضى أنفسهم، وغالبًا ما تكون على مواقع ويب تابعة لجهات خارجية. هذا المفهوم مدعوم من قبل كيانات الإدارة الصحية الوطنية الأمريكية والرابطة الأمريكية لإدارة المعلومات الصحية.
في عام 2009، أذن الكونغرس بالتشريع المعروف باسم قانون تكنولوجيا المعلومات الصحية من أجل الصحة الاقتصادية والسريرية وموّله لتحفيز تحويل السجلات الطبية الورقية إلى مخططات إلكترونية. وفي حين أن العديد من المستشفيات ومكاتب الأطباء نجحت بتطبيق هذا المفهوم منذ ذلك الحين، فإن أنظمة شركات الصحة الإلكترونية لم تكن متوافقة دائمًا مع بعضها، وهناك أعداد لا تُحصى من المرضى الذين يخضعون لإجراءات متكررة -أو يفشلون في الحصول عليها نهائيًا- لأن أجزاء أساسية من تاريخهم الطبي مفقودة.  
نظرًا إلى أن العديد من الناس يعتبرون المعلومات الواردة في السجلات الطبية معلومات خاصة حساسة تغطيها احتمالية الخصوصية، فإن العديد من القضايا الأخلاقية والقانونية مسؤولة عن حمايتها، مثل الوصول إلى جهات خارجية والتخزين والتصرف المناسبَين. السجلات الطبية عمومًا هي ملك لمقدم الرعاية الصحية، ويُعتبر السجل الفعلي في معظم الولايات القضائية ملكًا للمريض الذي يمكن أن يحصل على نسخ منه عند الطلب.

## الاستخدامات
تُتيح المعلومات الواردة في السجل الطبي لمقدمي الرعاية الصحية تحديد التاريخ الطبي للمريض وتقديم الرعاية المستنيرة. يُعد السجل الطبي مستودعًا مركزيًا للتخطيط لرعاية المرضى وتوثيق التواصل بين المريض ومقدمي الرعاية الصحية والمهنيين الذين يساهمون في رعايته. يتمثل الغرض المتزايد للسجل الطبي في ضمان توثيق الامتثال للوائح المؤسسية أو المهنية أو الحكومية.
يمكن أن يتضمن السجل الطبي التقليدي لرعاية المرضى الداخليين مذكرات القبول، والملاحظات في أثناء الخدمة، وملاحظات التقدم (ملاحظات إس أو إيه بّي)، وملاحظات ما قبل الجراحة، والتقرير الجراحي، وملاحظات ما بعد الجراحة، وملاحظات الإجراءات، ومذكرات الولادة، وملاحظات ما بعد الولادة، وملاحظات التسديد.
تجمع سجلات الصحة الشخصية بين العديد من الميزات المذكورة أعلاه مع إمكانية النقل، ما يتيح للمريض مشاركة السجلات الطبية عبر مقدمي الرعاية وأنظمة الرعاية الصحية.

## المحتويات
يحدد السجل الطبي الشخصي المريضَ، ويحتوي على معلومات تتعلق بسجل حالة المريض لدى مزود معيّن. يحتوي السجل الصحي وأي نوع من الملفات المخزنة إلكترونيًا للملفات الورقية التقليدية على تعريف صحيح للمريض. تختلف المعلومات الإضافية باختلاف السيرة المرضية الشخصية للمريض.

## تطبيق وسائل الإعلام
كانت السجلات الطبية تقليديًا مكتوبة على الورق ويُحتفظ بها في مجلدات تُقسم غالبًا إلى أقسام لكل نوع من الملاحظات (ملاحظة التقدم، والترتيب، ونتائج الاختبار)، مع إضافة معلومات جديدة إلى كل قسم بترتيب زمني. تُوضع السجلات النشطة عادةً في الموقع السريري، ولكن تجري أرشفة السجلات القديمة خارجه.
لم يغير ظهور السجلات الطبية الإلكترونية شكل السجلات الطبية فحسب، بل زاد من إمكانية الوصول إلى الملفات. يُستخدم السجل الطبي الشخصي على نمط الإضبارة، حيث يُحتفظ بسجلات لكل مريض بالاسم ونوع المرض في مايو كلينك بسبب الرغبة في تبسيط تتبع المريض والسماح بإجراء الأبحاث الطبية.
تتطلب حماية السجلات الطبية إجراءات أمنية لمنع الوصول غير المصرح به أو العبث بها.

### السيرة المرضية
تُعد السيرة المرضية (التاريخ المرضي) سجلًا طويلًا لما حدث للمريض منذ الولادة، تُدون فيها الأمراض، بما فيها الأمراض الرئيسية والثانوية، وأيضًا معالم النمو، وهي تعطي الطبيب اطّلاعًا على ما حدث للمريض سابقًا. نتيجةً لذلك، فهي تعطي غالبًا أدلة على الحالة المرضية الحالية. تشمل السيرة المرضية عدة مجموعات فرعية مفصلة أدناه.

### تاريخ العمليات الجراحية
تاريخ العمليات الجراحية هو تأريخ للجراحة التي أُجريت للمريض. يمكن أن تحتوي تواريخ للعمليات، و/أو تقارير عمليات، و/أو تدوين مفصل لما فعله الجراح.

### تاريخ التوليد
يدوّن تاريخ التوليد حالات الحمل السابقة ونتائجها. ويشمل أيضًا أي مضاعفات حدثت لحالات الحمل هذه.

### الأدوية والحساسية الطبية
يمكن أن يحتوي السجل الطبي على ملخص عن الأدوية الحالية والسابقة للمريض وأيضًا إن كانت لديه أي حساسية طبية.

### التاريخ العائلي
يدوّن التاريخ العائلي الحالةَ الصحية لأفراد الأسرة المقربين وأيضًا أسباب الوفاة (إذا كانت معروفة). ويمكن أن يدوّن أيضًا الأمراض الشائعة في الأسرة أو الموجودة عند جنس واحد أو كليهما. ويمكن أن تشمل أيضًا مخطط النسب. إنها ميزة قيّمة في التنبؤ ببعض النتائج للمريض.

### التاريخ الاجتماعي
التاريخ الاجتماعي هو سجل للتفاعلات الإنسانية، ويُخبرنا بعلاقات المريض، ومسيرته المهنية وتدريبه، والتوجيه الديني. من المفيد للطبيب المعالج أن يعرف أنواع الدعم المجتمعي التي يمكن أن يتوقعها المريض عند تعرضه لمرض شديد. وقد يفسر سلوك المريض في ما يتعلق بالمرض أو الفقدان. يمكنه أيضًا أن يعطي أدلة بشأن سبب المرض (مثل التعرض للأسبستوز ضمن العمل).

### العادات
تُدوّن ضمنها العادات المختلفة التي تؤثر على الصحة، مثل تعاطي التبغ وتناول الكحول وممارسة الرياضة والنظام الغذائي، وغالبًا ما تكون جزءًا من التاريخ الاجتماعي. يمكن أن يتضمن هذا البند أيضًا تفاصيل أعمق مثل العادات الجنسية والتوجه الجنسي.

### تاريخ التمنيع
يشمل ذلك تاريخ التلقيح الطبي. وستُدرج أي اختبارات دموية تقدم دليلًا عن المناعة ضمن هذا البند.

### مخطط النمو والتاريخ التنموي
بالنسبة للأطفال والمراهقين، تُدرج الرسوم البيانية التي توثق النمو مقارنةً بالأطفال الآخرين في نفس العمر، حتى يتمكن مقدمو الرعاية الصحية من متابعة نمو الطفل مع مرور الوقت. هماك العديد من الأمراض والضغوط الاجتماعية التي قد تؤثر على النمو، وبالتالي فقد يقدّم رسم مخططات الطول دليلًا على المرض الأساسي. بالإضافة إلى ذلك، يُوثَّق سلوك الطفل (مثل توقيت النطق والمشي وما إلى ذلك) مقارنةً بالأطفال الآخرين من نفس العمر في السجل الطبي للأسباب نفسها كالنمو.